# Vua đầu bếp: MasterChef Vietnam (mùa 3)
Vua đầu bếp: MasterChef Vietnam 2015 là mùa thứ ba của chương trình truyền hình thực tế Vua đầu bếp: MasterChef Vietnam. Đây là phiên bản của cuộc thi nấu ăn trên truyền hình MasterChef có nguồn gốc từ Anh do Công ty BHD và Đài truyền hình Việt Nam mua bản quyền và thực hiện.
Nguyễn Thanh Cường là nhà vô địch của chương trình này.

## Định dạng chương trình
Hầu hết các định dạng chương trình Masterchef đều bắt nguồn từ bản Masterchef của đài BBC Anh quốc. Masterchef Việt Nam có định dạng gần giống với định dạng của Masterchef Mỹ.
- Vòng thử thách: Ngay sau vòng loại, các thí sinh sẽ tham gia vòng thử thách để chọn ra những người cuối cùng tham gia MasterChef.
- Chiếc hộp bí mật: Ở những tập có số thí sinh lẻ, các thí sinh sẽ tham gia thử thách chiếc hộp bí mật. Mỗi thí sinh nhận một chiếc hộp giống nhau bên trong có nguyên liệu nấu ăn.
- Phần loại trừ: Diễn ra sau Chiếc hộp bí mật. Người chiến thắng ở phần trước thì thôi không phải tham gia phần này nữa. Người thua cuộc sẽ bị đuổi khỏi căn bếp MasterChef.
- Thử thách đồng đội: Ở những tập có số thí sinh chẵn (trừ trận chung kết) thì các thí sinh được chia ra làm hai đội. Đội trưởng hai đội là hai thí sinh nấu tốt ở phần trước đó. Đề bài thường là nấu một thực đơn phục vụ nhiều thực khách. Đội thắng sẽ do các thực khách bỏ phiếu. Đội thua sẽ phải vào Thử thách áp lực.
- Thử thách áp lực: Diễn ra sau Thử thách Đồng đội. Đội thua trong phần trước sẽ tham gia phần này. Có thể một số thí sinh sẽ được miễn phần này. Người thua cuộc sẽ bị đuổi khỏi căn bếp MasterChef.

## Ban giám khảo
Giám khảo Phạm Tuấn Hải tiếp tục tham gia. Giám khảo nữ Christine Hà, quán quân MasterChef Mỹ mùa thứ ba năm 2012, là giám khảo mới. Giám khảo thứ ba là một giám khảo khách mời, thay đổi theo từng tập.

## Top 13
| Họ tên                | Sinh năm | Quê quán              | Nghề nghiệp                  | Trạng thái                   |
| --------------------- | -------- | --------------------- | ---------------------------- | ---------------------------- |
| Nguyễn Thanh Cường    | 1984     | Thành Phố Hồ Chí Minh | Kinh doanh                   | Nhà vô địch ngày 12 tháng 12 |
| Phạm Thị Tuyết        | 1987     | Quảng Nam             | Hướng dẫn viên du lịch       | Á quân ngày 12 tháng 12      |
| Nguyễn Quang Đạt      | 1983     | Hải Phòng             | Nghiên cứu sinh              | Loại ngày 5 tháng 12         |
| Trần Quốc Việt        | 1982     | Hà Nội                | Nhân viên kinh doanh         | Loại ngày 28 tháng 11        |
| Vũ Thị Bích Hạnh      | 1982     | Tiền Giang            | Nhân viên hành chính nhân sự | Loại ngày 21 tháng 11        |
| Dương Quốc Cường      | 1987     | Anh                   | Kinh doanh tự do             | Loại ngày 14 tháng 11        |
| Phan Anh              | 1995     | Hà Nội                | Sinh viên                    | Loại ngày 14 tháng 11        |
| Trần Ngọc Anh         | 1994     | Hà Nội                | Sinh viên                    | Loại ngày 31 tháng 10        |
| Trần Đăng Vũ          | 1983     | Hà Nội                | Kế toán                      | Loại ngày 24 tháng 10        |
| Trần Thị Kim Oanh     | 1964     | Ninh Thuận            | Buôn bán                     | Loại ngày 17 tháng 10        |
| Trần Tú Oanh          | 1996     | Hà Nội                | Sinh viên                    | Loại ngày 10 tháng 10        |
| Nguyễn Thị Hồng Nhung | 1987     | Lạng Sơn              | Biên tập viên truyền hình    | Loại ngày 3 tháng 10         |
| Nguyễn Quang Huy      | 1981     | Hải Phòng             | Kinh doanh                   | Loại ngày 26 tháng 9         |

## Thứ tự bị loại
| Vị trí | Thí sinh    | Tập   | Tập   | Tập   | Tập   | Tập   | Tập   | Tập   | Tập   | Tập   | Tập   | Tập   | Tập   | Tập   | Tập   | Tập   | Tập   | Tập  | Tập         | TT2 |
| Vị trí | Thí sinh    | 4     | 4     | 5     | 6     | 6     | 7     | 8     | 8     | 9     | 10    | 10    | 11    | 12    | 12    | 13    | 14    | 14   | 15          | TT2 |
| ------ | ----------- | ----- | ----- | ----- | ----- | ----- | ----- | ----- | ----- | ----- | ----- | ----- | ----- | ----- | ----- | ----- | ----- | ---- | ----------- | --- |
| 1      | Thanh Cường | CAO   | Thắng | KAL   | CAO   | QUA   | Thắng | Thắng | MIỄN  | Thắng | CAO   | THẤP  | Thắng | CAO   | CAO   | Thắng | QUA   | QUA  | NHÀ VÔ ĐỊCH | 7   |
| 2      | Phạm Tuyết  | QUA   | QUA   | THẤP  | QUA   | QUA   | KAL   | CAO   | MIỄN  | AL    | QUA   | Thắng | AL    | Thắng | Thắng | THẤP  | Thắng | MIỄN | Á quân      | 4   |
| 3      | Quang Đạt   | QUA   | QUA   | Thắng | QUA   | Thắng | Thắng | CAO   | MIỄN  | KAL   | CAO   | QUA   | Thắng | QUA   | CAO   | Thắng | QUA   | Loại |             | 5   |
| 4      | Quốc Việt   | QUA   | CAO   | Thắng | Thắng | CAO   | Thắng | THẤP  | CAO   | AL    | Thắng | MIỄN  | Thắng | QUA   | THẤP  | Loại  |       |      |             | 5   |
| 5      | Bích Hạnh   | QUA   | QUA   | Thắng | CAO   | QUA   | Thắng | QUA   | Thắng | Thắng | QUA   | Thắng | Thắng | CAO   | Loại  |       |       |      |             | 6   |
| 6      | Quốc Cường  | Thắng | MIỄN  | Thắng | QUA   | CAO   | AL    | CAO   | MIỄN  | Thắng | QUA   | QUA   | Loại  |       |       |       |       |      |             | 3   |
| 7      | Phan Anh    | QUA   | MIỄN  | AL    | QUA   | THẤP  | THẤP  | THẤP  | CAO   | Thắng | QUA   | QUA   | Loại  |       |       |       |       |      |             | 1   |
| 8      | Ngọc Anh    | QUA   | MIỄN  | THẤP  | QUA   | THẤP  | AL    | THẤP  | THẤP  | Loại  |       |       |       |       |       |       |       |      |             | 0   |
| 9      | Đăng Vũ     | CAO   | THẤP  | Thắng | THẤP  | QUA   | Thắng | THẤP  | Loại  |       |       |       |       |       |       |       |       |      |             | 2   |
| 10     | Kim Oanh    | QUA   | Thắng | Thắng | THẤP  | QUA   | Loại  |       |       |       |       |       |       |       |       |       |       |      |             | 2   |
| 11     | Tú Oanh     | QUA   | QUA   | THẤP  | THẤP  | Loại  |       |       |       |       |       |       |       |       |       |       |       |      |             | 0   |
| 12     | Hồng Nhung  | QUA   | THẤP  | Loại  |       |       |       |       |       |       |       |       |       |       |       |       |       |      |             | 0   |
| 13     | Quang Huy   | QUA   | Loại  |       |       |       |       |       |       |       |       |       |       |       |       |       |       |      |             | 0   |

     (NHÀ VÔ ĐỊCH) Thí sinh chiến thắng cuộc thi.
     (Á quân) Thí sinh về nhì trong cuộc thi.
     (Thắng) Thí sinh thắng thử thách cá nhân (Thử thách Chiếc hộp Bí ẩn hay Thử thách Sáng tạo).
     (Thắng) Thí sinh nằm trong đội chiến thắng của Thử thách Đồng đội và được đi tiếp vào vòng sau.
     (Thắng) Thí sinh nằm trong đội chiến thắng của Thử thách Đồng đội nhưng vẫn phải tham gia  Bài thi Áp lực.
     (CAO) Thí sinh là một trong những người được đánh giá cao trong thử thách cá nhân, nhưng không thắng.
     (QUA) Thí sinh không phải là người được đánh giá cao hay rơi vào nguy hiểm trong thử thách cá nhân.
     (MIỄN) Thí sinh thắng trong Thử thách Chiếc hộp Bí ẩn và không phải tham gia Thử thách Sáng tạo.
     (MIỄN) Thí sinh được người chiến thắng Thử thách Chiếc hộp Bí ẩn chọn và không phải tham gia Thử thách Sáng tạo.
     (AL) Thí sinh là thành viên của đội thua cuộc trong Thử thách Đồng đội, tham gia Bài thi Áp lực và an toàn đi tiếp.
     (KAL) Thí sinh là thành viên của đội thua cuộc trong Thử thách Đồng đội, nhưng được miễn không phải tham gia Bài thi Áp lực.
     (THẤP) Thí sinh là một trong những người rơi vào nguy hiểm trong một thử thách cá nhân, và được an toàn đi tiếp.
     (THẤP) Thí sinh là một trong những người rơi vào nguy hiểm trong một thử thách đồng đội, và được an toàn đi tiếp.
     (THẤP) Thí sinh là một trong những người bị đánh giá thấp trong một thử thách, nhưng không có đánh giá loại.
     (THẤP) Thí sinh là người bị đánh giá thấp trong một thử thách nhưng không bị loại, được giám khảo giữ lại.
     (Loại) Thí sinh bị loại khỏi Vua Đầu Bếp.

## Diễn biến các tập

### Hai tập đầu
- Ngày phát sóng: 5 tháng 9 năm 2015 và 12 tháng 9 năm 2015

- Giám khảo khách mời: doanh nhân Hoàng Khải

Chương trình năm nay không phát hình vòng sơ loại mà bắt đầu từ vòng loại. Thí sinh ở vòng loại sẽ có thời gian nấu ăn là 30 phút và sau đó thuyết trình món ăn trước ban giám khảo. Mỗi lượt từ hai đến bốn thí sinh vào nấu. Ban giám khảo sau khi nếm và nhận xét về món ăn của thí sinh sẽ đưa ra quyết định chọn hay không. Thí sinh nào nhận được trên hai sự lựa chọn của ban giám khảo sẽ được trao cho chiếc tạp dề trắng có biểu tượng của chương trình và thí sinh này được vào vòng tuyển chọn. Thí sinh chỉ nhận được một hay không được sự đồng ý nào của giám khảo sẽ ra về.
Hai tập đầu tiên của chương trình gồm 40 thí sinh hai miền, lựa ra 20 thí sinh.
Các thí sinh đi tiếp trong tập 1: Ngọc Anh (mì spaghetti đùi gà), Tú Oanh (cà ri tôm), Nguyễn Lan Anh (canh cá thoòng Sa Pa), Tô Lan Anh (gà tào khang), Hồng Nhung (sườn áp chảo sốt chanh muối), Đăng Vũ (kho quẹt chấm rau củ luộc), Quang Đạt (cá hồi áp chảo), Quốc Cường (bò bít tết trộn rau củ), Minh Trang (cá hồi đút lò hai loại sốt), Duy Anh (thịt xông khói cuộn rau củ), Quốc Việt (canh chua cá).
Các thí sinh đi tiếp trong tập 2: Quang Huy (cocktail trái cây và hải sản), Kim Oanh (bánh canh cá ngừ), Thuý Ngân (sò điệp hấp lá dứa), Bích Hạnh (chả tôm hai món), Phan Anh (gan ngỗng áp chảo), Phạm Thị Tuyết (cá hồi hấp ăn với cơm nghệ xào lá dứa), Thanh Thảo (cua rang me), Nguyễn Thị Quế (vịt áp chảo), Thanh Cường (bò cuốn lá tía tô).

### Tập 3
- Ngày phát sóng: 19 tháng 9 năm 2015
- Giám khảo khách mời: doanh nhân Hoàng Khải
- Vòng thử thách: 20 thí sinh vượt qua vòng loại bước vào vòng thử thách để chọn ra những thí sinh chính thức tham dự cuộc thi. Đề thi vòng này là tách riêng lòng trắng và lòng đỏ của 50 quả trứng trong khoảng thời gian 10 phút.

Thúy Ngân là người bị loại đầu tiên khi làm trứng rơi vãi và đập trứng sai quy cách. Trong khi đó Tú Oanh lại là người đầu tiên vượt qua vòng thử thách. Các thí sinh an toàn khác là Quốc Việt, Kim Oanh, Bích Hạnh, Quang Đạt, Hồng Nhung, Ngọc Anh, Thanh Cường, Quốc Cường và Phan Anh.
Nhóm còn lại, giám khảo tiếp tục xem xét thành phẩm. Nguyễn Lan Anh bị loại vì không hoàn thành phần thi trong thời gian quy định. Minh Trang, Duy Anh và Tô Lan Anh cũng phải ra về vì lòng đỏ còn quyện nhiều trong lòng trắng.
Năm thí sinh còn lại là Phạm Thị Tuyết, Đăng Vũ, Nguyễn Thị Quế, Thanh Thảo và Quang Huy làm một món ăn có nguyên liệu chính là gà để tiếp tục chọn ra những người cuối cùng. Họ có tất cả 40 phút để chọn nguyên liệu, dung cụ làm bếp, chế biến và trình bày. Chung cuộc, Quang Huy (chả gà ăn với mì xào gà), Phạm Thị Tuyết (gà áp chảo sốt cà ri) và Đăng Vũ (gà xào nấm) là những người cuối cùng lọt vào vòng chính thức.

### Tập 4
- Ngày phát sóng: 26 tháng 9 năm 2015
- Giám khảo khách mời: giám khảo của mùa đầu tiên, đầu bếp Phan Tôn Tịnh Hải.
- Chiếc hộp bí ẩn 1: Các thí sinh phải nấu một món ăn để khẳng định thương hiệu của mình và cho biết họ là ai, họ là người như thế nào. Thời gian thực hiện là 60 phút. Các thí sinh được đánh giá cao là Đăng Vũ (Sườn nướng than hoa), Thanh Cường (Cá hồi cuộn khoai tây nghiền), Quốc Cường (Chả giò cua, thịt). Quốc Cường giành chiến thắng thử thách và được hưởng lợi thế.
- Thử thách loại trừ 1: Ba nguyên liệu chính trong thử thách là: mắm tôm, mắm ruốc và mắm cá linh. Do thắng thử thách Chiếc hộp bí ẩn, Quốc Cường được hưởng các lợi thế: được chọn các thí sinh phải nấu với nguyên liệu chính, được an toàn (không phải thực hiện thử thách) và được cứu hai người: một trước khi thực hiện thử thách (Phan Anh) và một sau khi thực hiện thử thách (Ngọc Anh). Quốc Cường chọn mắm tôm cho Tú Oanh, Đăng Vũ, Thanh Cường, Bích Hạnh; mắm cá linh cho Phan Anh, Quang Đạt, Quốc Việt, Quang Huy và mắm ruốc cho Ngọc Anh, Hồng Nhung, Phạm Tuyết, Kim Oanh. Do được cứu nên Phan Anh không phải nấu trong vòng thi này và Ngọc Anh không bị loại[4].
- Loại trừ: Quang Huy

### Tập 5
- Ngày phát sóng: 3 tháng 10 năm 2015
- Giám khảo khách mời: người mẫu Thúy Hạnh.
- Thử thách đồng đội 1: 12 thí sinh được chia làm hai đội. Nội dung thi ở phần này là làm bánh nướng và bánh dẻo, cùng bày cỗ Trung Thu phục vụ cho các trẻ em đường phố. Hai thí sinh của vòng thi trước có món ăn ngon nhất, Thanh Cường và Kim Oanh, được chọn là đội trưởng cho vòng thi này. Thời gian thực hiện là 120 phút. Kết quả phần thi này đội Đỏ thắng áp đảo với 20/23 phiếu.
- Thử thách áp lực 1: Đội Xanh là đội thua nên phải tham dự phần thi áp lực. Đội được quyền chọn một người được an toàn, không phải trải qua bài thi. Cả đội đã đồng thuận người đó là đội trưởng Thanh Cường. Năm người còn lại phải nấu món súp đậu Hà Lan với giăm bông, tuy nhiên không được biết trước tên món mà chỉ được nếm để nhận biết nguyên liệu. Trong những người tham dự chỉ có Phan Anh chọn gần đúng nguyên liệu (đậu Hà Lan với thịt hun khói) nên an toàn đầu tiên. Ngọc Anh (khoai tây, ngô, ngò tây) súp nặng vị tỏi, quá béo và Hồng Nhung (khoai tây, cải ngọt, su su) súp quá đặc, có vị đắng, nhiều nguyên liệu món châu Á là hai bài thi kém nhất[5].
- Loại trừ: Hồng Nhung

### Tập 6
- Ngày phát sóng: 10 tháng 10 năm 2015
- Giám khảo khách mời: đầu bếp Phan Tôn Tịnh Hải.
- Chiếc hộp bí ẩn 2: Các thí sinh phải thực hiện một món tráng miệng bắt buộc có một trong hai loại nguyên liệu chính là thịt heo quay và phô mai. Thời gian thực hiện là 60 phút. Các thí sinh được đanh giá cao là Thanh Cường (Bánh dâu 2 tầng và bánh Crepe cuộn thịt heo quay), Quốc Việt (Bánh trứng heo quay sốt cherry) và Bích Hạnh (Bánh bông lan Phô mai). Quốc Việt giành chiến thắng thử thách và được hưởng lợi thế.
- Thử thách loại trừ 2: Ba món ăn chính trong thử thách là: bún thang, bún bò Huế và hủ tiếu Sài Gòn. Do thắng thử thách Chiếc hộp bí mật, Quốc Việt có lợi thế: được chọn làm một trong ba món ăn, được đặt ba câu hỏi cho ban giám khảo về món anh đã chọn, được chọn món ăn thử thách các thí sinh còn lại. Quốc Việt chọn món bún thang và chọn món bún bò Huế cho các thí sinh còn lại. Ba thí sinh thực hiện tốt nhất là Quang Đạt, Quốc Cường và Quốc Việt; Quang Đạt là người có món ăn ngon nhất. Ba thí sinh trẻ tuổi nhất Ngọc Anh, Phan Anh và Tú Oanh rơi vào top nguy hiểm. Phan Anh cho nghệ vào món ăn, Tú Oanh cho hồi và thảo quả làm món bún giống vị phở, Ngọc Anh nước dùng nhạt, thêm tôm và hoa chuối[6].
- Loại trừ: Tú Oanh

### Tập 7
- Ngày phát sóng: 17 tháng 10 năm 2015
- Giám khảo khách mời: diễn viên Ngô Thanh Vân và đầu bếp Phan Tôn Tịnh Hải.
- Thử thách đồng đội 2: 10 thí sinh được chia làm hai đội. Nội dung thi ở phần này là làm một bữa ăn phục vụ 201 lính pháo binh. Thí sinh chiến thắng vòng thi trước là Quang Đạt được chọn là đội trưởng đội Đỏ vòng thi này. Anh có lợi thế được chọn thành viên đội mình, chọn đội trưởng cho đội Xanh là phần còn lại. Quốc Cường là đội trưởng đội Xanh. Đội Đỏ nấu sườn cốt lết, canh gà lá giang còn đội Xanh là gà sả ớt, canh rau củ. Kết quả phần thi này đội Đỏ thắng ở mức sát sao nhất với 101/100 phiếu.
- Thử thách áp lực 2: Đội Xanh là đội thua nên phải tham dự phần thi áp lực. Đội được quyền chọn một người được an toàn, không phải trải qua bài thi. Phạm Tuyết là người được chọn. Bốn người còn lại chia làm hai đội, mỗi đội 2 người nấu luân phiên một đĩa gồm đủ ba món khai vị gỏi củ hủ dừa tôm, món chính cá hồi nướng và món tráng miệng bánh crêpe dâu. Tuy nhiên thử thách này diễn ra theo hình thức Đồng đội Tiếp sức, nghĩa là sẽ có một người đứng ngoài chỉ đạo và người kia sẽ thực hiện công việc, và khi có hiệu lệnh đổi thì hai người sẽ đổi nhiệm vụ cho nhau. Cả hai đội đều có những nhược điểm trong sản phẩm. Đội của Quốc Cường/Ngọc Anh có món gỏi quá chua, cá bị khô còn bánh crêpe quá dày. Đội Kim Oanh/Phan Anh gỏi quá cay, cá khô và da không giòn, bánh crêpe cũng dày. Chung cuộc đội Kim Oanh thua cuộc và một người trong đội phải rời cuộc thi[7].
- Loại trừ: Kim Oanh

### Tập 8
- Ngày phát sóng: 24 tháng 10 năm 2015
- Giám khảo khách mời: đầu bếp Phan Tôn Tịnh Hải
- Chiếc hộp bí ẩn 3: Nội dung trong Chiếc hộp bí ẩn là những nguyên liệu để làm món pizza. Các thí sinh có thể làm bánh pizza hoặc sử dụng những nguyên liệu này làm nguyên liệu chính để tạo ra một món ăn khác. Các thí sinh được đánh giá cao là Thanh Cường (Pizza Ý), Quốc Cường (Pizza hải sản và sốt cà chua), Phạm Tuyết (Pizza sắc màu) và Quang Đạt (Bánh xèo hải sản và Pizza đế mỏng). Thanh Cường là thí sinh có món ăn ngon nhất, với sự sáng tạo mới lạ, kỹ năng điêu luyện nhưng vẫn bám sát theo đề bài. Thí sinh Ngọc Anh và Đăng Vũ thực hiện món ăn còn sống và dường như không thể ăn được, trong khi đó Quốc Việt và Phan Anh đã thực hiện món ăn lạc đề với đề thi mà giám khảo đưa ra.
- Thử thách loại trừ 3: Các thí sinh Thanh Cường, Quốc Cường, Quang Đạt và Phạm Tuyết do đã có món ăn được đánh giá cao trong thử thách Chiếc hộp bí ẩn nên đã được an toàn, không cần phải tham gia Thử thách loại trừ. Với lợi thế chiến thắng Chiếc hộp bí ẩn, Thanh Cường được quyền chọn đề bài cho các thí sinh còn lại. Anh đã chọn đề bài "dùng gia vị Âu để nấu món Á" vì cho rằng nó dễ dàng hơn cho các thí sinh với đề bài còn lại "dùng gia vị Á để nấu món Âu". Với món ăn Nui xào bò, Bích Hạnh là thí sinh có món ăn ngon nhất thử thách, Quốc Việt (Chè ngũ cốc) và Phan Anh (Cừu xào rau củ và gà chiên nước mắm) là hai thí sinh có món ăn được đánh giá cao. Ngọc Anh (Gỏi tôm chua ngọt) và Đăng Vũ (Bò chiên xù) lại tiếp tục rơi vào top nguy hiểm với hai món ăn được đánh giá là đơn điệu.
- Loại trừ: Đăng Vũ.

### Tập 9
- Ngày phát sóng: 31 tháng 10 năm 2015
- Giám khảo khách mời: doanh nhân Hoàng Khải.
- Thử thách đồng đội 3: 8 thí sinh được chia làm hai đội. Nội dung thi ở phần này là thực hiện một bữa ăn gồm món chính và món tráng miệng phục vụ 21 thành viên của một đoàn làm phim. Thí sinh chiến thắng vòng thi trước là Bích Hạnh làm đội trưởng đội Đỏ, cùng người nấu ngon thứ hai Quốc Việt là đội trưởng đội Xanh. Sau khi hai đội trưởng lần lượt lựa chọn xong thành viên thì giám khảo yêu cầu đổi tạp dề, đồng nghĩa với việc họ làm đội trưởng của đội do đối phương lựa chọn. Đội Đỏ lựa chọn món chính là Sườn cừu nướng ăn cùng rau củ quả và món tráng miệng Lê hầm rượu vang. Đội Xanh với món chính là Sườn cừu nướng và cá tuyết đút lò và món tráng miệng là Kem chanh dây và trái cây. Ở đội Xanh, Bích Hạnh không thể hiện được vai trò đội trưởng. Tuy nhiên với đội hình mạnh, họ vẫn có được thành phẩm chất lượng. Chung cuộc đội Xanh chiến thắng trong phần thi này.
- Thử thách áp lực 3: Đội Đỏ thua cuộc tự bỏ phiếu bình chọn người tích cực nhất. Quang Đạt là người có phiếu cao nhất nên được an toàn. Ba thành viên còn lại phải tham gia thử thách. Có ba nguyên liệu để nấu và sự lựa chọn theo thứ tự phiếu bầu: Quốc Việt (tuỷ bò), Phạm Tuyết (tôm mũ ni) và Ngọc Anh (gan ngỗng). Quốc Việt (Tủy bò tẩm bột chiên giòn) có tiềm năng nhưng món ăn chưa nổi bật. Phạm Tuyết (Tôm mũ ni luộc với ba loại nước chấm) không sáng tạo nhưng an toàn. Ngọc Anh (Gan ngỗng áp chảo sốt nấm) chế biến gan ngỗng còn sống là người yếu thế nhất.
- Loại trừ: Ngọc Anh

### Tập 10
- Ngày phát sóng: 7 tháng 11 năm 2015
- Giám khảo khách mời: đầu bếp Michael Bảo Huỳnh
- Chiếc hộp bí ẩn 4: Nội dung trong Chiếc hộp bí ẩn là nguyên liệu để làm những món ăn thực dưỡng. Thời gian thực hiện là 60 phút. Các thí sinh đa phần sử dụng các loại ngũ cốc, đặc biệt là gạo lứt để chế biến các món cơm, sữa, cháo, soup... Quốc Việt (Bánh gạo lứt, bánh óc chó và các loại thức uống ngũ cốc), Quang Đạt (Cháo gạo lứt rau củ) và Thanh Cường (Cơm gạo lứt và sữa đậu nành) là ba thí sinh có món ăn ngon nhất. Trong đó, Quốc Việt là thí sinh chiến thắng với kỹ năng điêu luyện cũng như rất sáng tạo.
- Thử thách loại trừ 4: Ba nguyên liệu chính trong thử thách là: sò đỏ, cá chìa vôi và trứng kiến. Quốc Việt do chiến thắng Chiếc hộp bí mật nên được hưởng quyền lợi, không phải tham gia Thử thách loại trừ và được quyền chọn các thí sinh còn lại để nấu ba loại nguyên liệu. Quốc Việt chọn sò đỏ cho Quang Đạt và Phan Anh, cá chìa vôi cho Phạm Tuyết và Quốc Cường, trứng kiến cho Bích Hạnh và Thanh Cường. Phạm Tuyết (Tom Yum nấu cá chìa vôi) và Bích Hạnh (Cơm chiên trứng kiến) là 2 thí sinh có món ăn ngon nhất, đồng thời là 2 đội trưởng cho Thử thách đồng đội tuần sau. Thí sinh Thanh Cường (Cháo khoai lang trứng kiến) là người có món ăn tệ nhất. Tuy nhiên, ban giáo khảo nhận thấy sự xuất sắc của Thanh Cường qua các vòng thi nên giữ anh lại, với điều kiện anh phải tham gia Thử thách áp lực vào tuần sau dù đội của anh chiến thắng Thử thách đồng đội, và anh phải lọt vào Top 2 người có món ăn ngon nhất Thử thách áp lực đó[8].

### Tập 11
- Ngày phát sóng: 14 tháng 11 năm 2015
- Khách mời: đạo diễn Nguyễn Quang Dũng, NSƯT Chí Trung; đầu bếp Matthew Donnelly
- Thử thách đồng đội 4: Thử thách tuần này mang chủ đề món ăn đường phố Việt Nam, đề bài do Chí Trung đưa ra: Bún chả nem lụi, Gỏi gà xé phay và Chè đậu đen; đề bài do Nguyễn Quang Dũng đưa ra: Bún cá, Gỏi khô bò, Chè đậu xanh. Đội trưởng Phạm Tuyết chỉ chọn 2 người cho đội mình là Phan Anh, Quốc Cường nên giành quyền chọn đề bài; đội Bích Hạnh gồm Thanh Cường, Quang Đạt, Quốc Việt. Đội Đỏ của Phạm Tuyết chọn đề bài của Chí Trung. Hai đội sẽ phải làm 17 phần ăn để phục vụ cho 17 vị khách nước ngoài. Do sự không cân bằng về tương quan lực lượng nên đội Đỏ đã thua cuộc và bước vào vòng thi áp lực cùng với Thanh Cường của đội Xanh.
- Thử thách áp lực 4: Các thí sinh nhận đề bài từ giám khảo khách mời Matthew Donnelly là món Cá hồi áp chảo sốt champagne và gnocchi khoai lang tím. Món ăn đã làm khó các thí sinh và không ai thực hiện được món này hoàn hảo theo yêu cầu của bếp trưởng Donnelly. Phạm Tuyết là người an toàn vì có món ăn tốt nhất, dù sốt bị nồng mùi cồn. Do vòng trước không loại người nên vòng này loại hai người. Khi giám khảo Tuấn Hải tuyên bố hai người ra về là Quốc Cường, Phan Anh thì Phạm Tuyết đề nghị mình ra về thay cho Phan Anh, nhưng Phan Anh từ chối[9].
- Loại trừ: Quốc Cường, Phan Anh.

### Tập 12
- Ngày phát sóng: 21 tháng 11 năm 2015
- Giám khảo khách mời: đầu bếp Alain Nguyễn
- Chiếc hộp bí ẩn 5: Nội dung Chiếc hộp bí mật bao gồm năm loại côn trùng: bọ cạp, dế mèn, đuông dừa, cà cuống, cầu gai. Các thí sinh có 45 phút để hoàn thành thử thách với món ăn có chứa các nguyên liệu trên. Các thí sinh Thanh Cường (Gỏi cuốn dế và đuông dừa, bọ cạp chiên giòn), Bích Hạnh (Đuông dừa chiên bơ) và Phạm Tuyết (Bánh xèo dế và gỏi dế) là ba thí sinh có các món ăn tốt nhất. Phạm Tuyết giành chiến thắng và được hưởng quyền lựa chọn đề bài cho các thí sinh trong Thử thách loại trừ.
- Thử thách loại trừ 5: Đề bài bao gồm hai món: Thỏ nấu rượu vang và Món kho trình bày theo phong cách món Âu. Phạm Tuyết vẫn phải tham gia Thử thách loại trừ, và cô chọn món Kho cho cô và Quang Đạt, Thanh Cường. Món Thỏ nấu rượu vang dành cho hai người chuyên món Việt là Quốc Việt và Bích Hạnh. Điều này đã làm cho Bích Hạnh và Quốc Việt rơi vào top nguy hiểm vì Bích Hạnh kết hợp nấu rượu vang cùng với nước cốt dừa, trong khi Quốc Việt lại cho quả bơ vào món ăn.
- Loại trừ: Bích Hạnh

### Tập 13
- Ngày phát sóng: 28 tháng 11 năm 2015
- Giám khảo khách mời: Đầu bếp Phan Tôn Tịnh Hải, doanh nhân Hoàng Khải
- Thử thách đồng đội 5: